# Obira (ostrov)
Obira (také zvaný Utara nebo Obi) je malý ostrov v Indonésii ležící jižně od největšího ostrova v souostroví Moluky – Halmahera. Jméno Obira znamená v indonéštině sever.
Ostrov má rozlohu 2 542 km². Na severozápad od něj leží ještě menší ostrovy Obilatu a Bisa. Společně s ještě menšími ostrůvky Gomumu, Tapat a Tobalai tvoří souostroví Obi.
Na ostrově je několik osad, ležících při pobřeží. Na severu leží Laiwui, na severovýchodním pobřeží Sesepe, na jižním pobřeží (od východu) Wui, Fluk a Wai Lower.